# Lipicha
Lipicha (ros. Липиха) – wieś (sieło) w Rosji, w obwodzie tiumeńskim, w rejonie uporowskim. W 2021 liczyła 344 mieszkańców.